# Xilin Gol
Xilin Gol is een van de twaalf bestuurlijk districten van Binnen-Mongolië. De hoofdstad is Xilinhot en beslaat een gebied van 202.580 km². De economie van de liga is gebaseerd op mijnbouw en landbouw.
Xilin Gol grenst aan Mongolië in het noorden, Chifeng, Tongliao en Hinggan in het oosten, Ulanqab in het westen en de steden Chengde en Zhangjiakou in de provincie Hebei in het zuiden.

## Etnische onderverdeling
Volgens een volkstelling in 2000 telde het gebied 975.168 inwoners:
| Etnische groep | Inwoners | Percentage |
| -------------- | -------- | ---------- |
| Han            | 651.174  | 66,78%     |
| Mongolen       | 284.995  | 29,23%     |
| Mantsjoes      | 26.687   | 274%       |
| Hui            | 11.009   | 1,13%      |
| Daur           | 784      | 0,08%      |
| Overige        | 519      | 0,04%      |

## Administratieve onderverdeling
Xilin Gol is verdeeld in twee steden op regioniveau, een regio en negen vendels:
- Xilinhot (锡林浩特市), 15.758 km², 150.000 inwoners, Xilin Gols administratieve centrum;
- Erenhot (二连浩特市), 450 km², 20.000 inwoners;
- Dolon (多伦县), 3.773 km², 100,000 inwoners, administratief centrum: Dolon Nur (多伦淖尔镇);
- Abaga (阿巴嘎旗), vendel, 27.495 km², 40.000 inwoners, administratief centrum: Biligtai (别力古台镇);
- Sonid Links (苏尼特左旗), vendel, 33.469 km², 30.000 inwoners, administratief centrum: Mandalt (满都拉图镇);
- Sonid Rechts (苏尼特右旗), vendel, 26.700 km², 70.000 inwoners, administratief centrum: Saihan Tal (赛汉塔拉镇);
- Ujumqin Oost (东乌珠穆沁旗), vendel, 47.554 km², 70.000 inwoners, administratief centrum: Ulyastai (乌里雅斯太镇);
- Ujumqin West (西乌珠穆沁旗), vendel, 22.960 km², 70.000 inwoners, administratief centrum: Balgar Gol (巴拉嘎尔高勒镇);
- Taibus (太仆寺旗), vendel, 3.415 km², 200.000 inwoners, administratief centrum: Baochang (宝昌镇);
- Gele Rand (镶黄旗), vendel, 4.960 km², 30.000 inwoners, administratief centrum: Xin Bulag (新宝拉格镇);
- Witte Standaard en Rand (正镶白旗), vendel, 6.083 km², 70.000 inwoners, administratief centrum: Mingantu (明安图镇);
- Blauwe Standaard (正蓝旗), vendel, 9.963 km², 80.000 inwoners, administratief centrum: Shangdu (上都镇).